# 小齿叶柳
小齿叶柳（学名：Salix parvidenticulata）为杨柳科柳属的植物，为中国的特有植物。分布在中国大陆的西藏等地，生长于海拔2,400米的地区，多生长于山区，目前尚未由人工引种栽培。